# Нью-Лондон (Техас)
Нью-Лондон (англ. New London) — місто (англ. city) в США, в окрузі Раск штату Техас. Населення — 958 осіб (2020).

## Географія
Нью-Лондон розташований за координатами 32°16′10″ пн. ш. 94°55′47″ зх. д. / 32.26944° пн. ш. 94.92972° зх. д. (32.269395, -94.929777).  За даними Бюро перепису населення США в 2010 році місто мало площу 22,31 км², з яких 22,28 км² — суходіл та 0,03 км² — водойми.

## Демографія
Згідно з переписом 2010 року, у місті мешкало 998 осіб у 368 домогосподарствах у складі 268 родин. Густота населення становила 45 осіб/км².  Було 407 помешкань (18/км²).
Расовий склад населення:
| - 87,1 % — білих - 6,5 % — чорних або афроамериканців - 0,3 % — корінних американців - 0,1 % — азіатів - 3,7 % — осіб інших рас |

До двох чи більше рас належало 2,3 %. Частка іспаномовних становила 7,3 % від усіх жителів.
За віковим діапазоном населення розподілялося таким чином: 25,2 % — особи молодші 18 років, 58,3 % — особи у віці 18—64 років, 16,5 % — особи у віці 65 років та старші. Медіана віку мешканця становила 38,5 року. На 100 осіб жіночої статі у місті припадало 89,7 чоловіків;  на 100 жінок у віці від 18 років та старших — 85,4 чоловіків також старших 18 років.
Середній дохід на одне домашнє господарство  становив 51 230 доларів США (медіана — 36 726), а середній дохід на одну сім'ю — 57 186 доларів (медіана — 46 786). Медіана доходів становила 33 464 долари для чоловіків та 22 917 доларів для жінок. За межею бідності перебувало 20,7 % осіб, у тому числі 24,0 % дітей у віці до 18 років та 12,3 % осіб у віці 65 років та старших.
Цивільне працевлаштоване населення становило 490 осіб. Основні галузі зайнятості: сільське господарство, лісництво, риболовля — 22,2 %, освіта, охорона здоров'я та соціальна допомога — 19,2 %, виробництво — 15,3 %.